# Tulasnella kongoensis
Tulasnella kongoensis é uma espécie de fungo pertencente à família Tulasnellaceae.